# Бенавідес Мануель-Домінго
Мануе́ль-Домі́нго Бенаві́дес (Benavides; 20 квітня 1895, Пуентеарес — 1947) — іспанський письменник-комуніст.
Народився в місті Пуентеаресі (Галісія).
Перший роман — «Скорбота» (1922).
Бенавідес — автор гостро соціальних творів: «Людина в тридцять років» (1933), «Останній пірат Середземного моря» (1934), «Так відбулась революція» (1934), «Попи й жебраки» (1937), «Злочин Європи» (1937). Після поразки Іспанської республіки (1939) Бенавідес емігрував у Латинську Америку. Його останні романи спрямовані проти фашизму — «Нові пророки» (1942), «Війна й революція в Каталонії» (1946), «Я з 5-го полку» (1947) та інші.
Твори: Рос. перекл.— Последний пират Средиземного моря. М., 1936.